# Cantone di Alès-Sud-Est
Il Cantone di Alès-Sud-Est era una divisione amministrativa dell'arrondissement di Alès.
A seguito della riforma approvata con decreto del 24 febbraio 2014, che ha avuto attuazione dopo le elezioni dipartimentali del 2015, è stato soppresso.

## Composizione
Comprendeva parte della città di Alès e i comuni di:
- Méjannes-lès-Alès
- Mons
- Les Plans
- Saint-Hilaire-de-Brethmas
- Saint-Privat-des-Vieux
- Salindres
- Servas